# True Detective
True Detective è una serie televisiva statunitense creata e interamente scritta da Nic Pizzolatto, che ha debuttato il 12 gennaio 2014 sul canale via cavo HBO diventando in breve tempo una delle serie televisive di maggior successo del nuovo millennio, conquistando i favori sia di critica sia di pubblico, ricevendo numerosi riconoscimenti di settore.
La prima stagione, ambientata in Louisiana, ha per protagonisti Matthew McConaughey e Woody Harrelson, affiancati principalmente da Michelle Monaghan, Michael Potts e Tory Kittles. I dialoghi, oltre a essere impregnati di filosofia pessimista, antinatalista e nichilista con evidenti richiami nietzschiani (a partire dalla tagline), sono fortemente ispirati dai saggi La cospirazione contro la razza umana di Thomas Ligotti, Meglio non essere mai nati di David Benatar e Tra le ceneri di questo pianeta di Eugene Thacker, mentre la storia trae spunto dai racconti de Il Re Giallo di Robert William Chambers.
La seconda stagione, ambientata stavolta in California e dalle atmosfere totalmente diverse, è interpretata da Colin Farrell, Rachel McAdams, Taylor Kitsch, Kelly Reilly e Vince Vaughn e si ispira alla narrativa hard boiled classica di autori come Raymond Chandler e James Ellroy.
La terza stagione, ambientata in Arkansas e annunciata nel mese di agosto 2017, vede come protagonista Mahershala Ali e ripropone le ambientazioni rurali, i toni cupi e le decadenti atmosfere filosofiche pessimiste già tipiche della prima stagione, seppur in chiave nuova e originale.
La quarta stagione, ambientata in Alaska e subtitolata Night Country, è presentata in anteprima il 14 gennaio 2024. Ha come protagoniste Jodie Foster e Kali Reis per la sceneggiatura e regia di Issa López. Durante la preparazione della quarta stagione, la regista e sceneggiatrice Issa López ha scelto di creare uno "specchio oscuro" della prima stagione: «Dove True Detective è maschio e sudato, Night Country è freddo e buio, ed è femmina».

## Trama

### Prima stagione
(Tagline della prima stagione)
Le vite dei detective Rust Cohle e Marty Hart si intrecciano inesorabilmente nella lunga caccia a un serial killer in Louisiana, durata diciassette anni. Attraverso archi temporali diversi, vengono raccontate le vite e le indagini dei due detective, dal 1995 al 2012, anno in cui il caso viene completamente riaperto.

### Seconda stagione
(Tagline della seconda stagione)
A Vinci, una immaginaria città della contea di Los Angeles, si verifica l'omicidio di un importante politico locale. Le indagini vedranno il coinvolgimento dei detective Raymond "Ray" Velcoro, Antigone "Ani" Bezzerides e dell'agente di polizia della California Highway Patrol Paul Woodrugh. L'assassinio determina forti ripercussioni anche nella vita di Francis "Frank" Semyon, un imprenditore che sta cercando di riciclare il suo passato criminale.

### Terza stagione
In Arkansas, in una cittadina di provincia situata nell'Altopiano d'Ozark, scompaiono una bambina e suo fratello maggiore. Le indagini vengono affidate ai detective Wayne Hays e Roland West: il primo è un veterano della Guerra in Vietnam, durante la quale ha sviluppato notevoli doti nella ricerca di tracce e persone. La storia si sviluppa durante tre archi temporali (1980, 1990 e 2015), nei quali viene narrata l'indagine e le vite private dei due detective, che s'incrociano con il caso stesso.

### Quarta stagione:Night Country
A Ellis, cittadina mineraria dell'Alaska, scompaiono senza lasciare traccia otto ricercatori di una vicina stazione scientifica. Il caso sembra collegarsi all'efferato omicidio di un'ambientalista nativa avvenuto anni prima. Il capo della polizia locale Liz Danvers, coadiuvata dall'agente della statale Angie Navarro, indaga su un'oscura storia al confine fra interessi economici e antiche leggende locali.

## Episodi
La prima stagione della serie è stata trasmessa in prima visione assoluta sul canale HBO dal 12 gennaio al 9 marzo 2014, la seconda dal 21 giugno 2015, la terza dal 13 gennaio al 24 febbraio 2019 e la quarta dal 14 gennaio al 18 febbraio 2024.
In Italia, la prima stagione è andata in onda in prima visione assoluta su Sky Atlantic dal 3 al 24 ottobre 2014, la seconda dal 29 giugno al 17 agosto 2015, la terza dal 21 gennaio al 4 marzo 2019, la quarta dal 15 gennaio al 19 febbraio 2024.
| Stagione         | Episodi | Prima TV |
| ---------------- | ------- | -------- |
| Prima stagione   | 8       | 2014     |
| Seconda stagione | 8       | 2015     |
| Terza stagione   | 8       | 2019     |
| Quarta stagione  | 6       | 2024     |

## Personaggi e interpreti

### Prima stagione

#### Personaggi principali
- Detective Rustin Spencer "Rust" Cohle, interpretato da Matthew McConaughey, doppiato da Adriano Giannini.
- Detective Martin Eric "Marty" Hart, interpretato da Woody Harrelson, doppiato da Pino Insegno.
- Maggie Hart, interpretata da Michelle Monaghan, doppiata da Francesca Fiorentini.
- Detective Maynard Gilbough, interpretato da Michael Potts, doppiato da Massimo Bitossi.
- Detective Thomas Papania, interpretato da Tory Kittles, doppiato da Davide Albano.

#### Personaggi secondari
- Detective Bobby Lutz, interpretato da J. D. Evermore, doppiato da Sergio Lucchetti.
- Cathleen, interpretata da Dana Gourrier, doppiata da Alessandra Cassioli.
- Detective Chris Demma, interpretato da Joe Chrest, doppiato da Fabrizio Russotto.
- Detective Favre, interpretato da Dane Rhodes, doppiato da Roberto Stocchi.
- Maggiore Ken Quesada, interpretato da Kevin Dunn, doppiato da Pasquale Anselmo.
- Lisa Tragnetti, interpretata da Alexandra Daddario, doppiata da Domitilla D'Amico.
- Comandante Speece, interpretato da Don Yesso, doppiato da Antonio Palumbo.
- Detective Mark Daughtry, interpretato da Jackson Beals, doppiato da Emilio Mauro Barchiesi.
- Detective Ted Bertrand, interpretato da Jim Klock, doppiato da Guido Di Naccio.
- Detective Jimmy Dufrene, interpretato da Garrett Kruithof, doppiato da Stefano Thermes.
- Steve Geraci, interpretato da Michael Harney, doppiato da Saverio Indrio.
- Laurie Perkins, interpretata Elizabeth Reaser doppiata da Giò Giò Rapattoni.
- Charlie Lange, interpretato da Brad Carter, doppiato da Alessandro Quarta.
- Beth, interpretata da Lili Simmons, doppiata da Ughetta d'Onorascenzo.
- Billy Lee Tuttle, interpretato da Jay O. Sanders, doppiato da Fabrizio Temperini.
- Joel Theriot, interpretato da Shea Whigham, doppiato da Vittorio Guerrieri.
- Danny Fontenot, interpretato da Christopher Berry, doppiato da Vladimiro Conti.
- Guy Francis, interpretato da Christopher Berry, doppiato da Vladimiro Conti.
- Lucy, interpretata da Alyshia Ochse, doppiata da Federica De Bortoli.
- Errol Childress, interpretato da Glenn Fleshler, doppiato da Christian Iansante.
- Reggie Ledoux, interpretato da Charles Halford, doppiato da Alberto Bognanni.
- Ginger, interpretato da Joseph Sikora, doppiato da Andrea Lavagnino.
- Audrey Hart, interpretata da Erin Moriarty (da ragazza) e Madison Wolfe (da bambina), doppiata da Emanuela Ionica (da ragazza) e Vittoria Bartolomei (da bambina).
- Maisie Hart, interpretata da Brighton Sharbino (da ragazza) e Meghan Wolfe (da bambina), doppiata da Arianna Vignoli.
- Maggiore Leroy Salter, interpretato da Paul Ben-Victor, doppiato da Ennio Coltorti.

### Seconda stagione

#### Personaggi principali
- Detective Raymond "Ray" Velcoro, interpretato da Colin Farrell, doppiato da Fabio Boccanera.
- Detective Antigone "Ani" Bezzerides, interpretata da Rachel McAdams, doppiata da Federica De Bortoli.
- Agente Paul Woodrugh, interpretato da Taylor Kitsch, doppiato da Andrea Mete.
- Jordan Semyon, interpretata da Kelly Reilly, doppiata da Chiara Colizzi.
- Francis "Frank" Semyon, interpretato da Vince Vaughn, doppiato da Francesco Prando.

#### Personaggi secondari
- Capo di polizia Holloway, interpretato da Afemo Omilami, doppiato da Angelo Nicotra.
- Elvis Ilinca, interpretato da Michael Irby, doppiato da Massimo Bitossi.
- Blake Churchman. interpretato da Christopher James Baker, doppiato da Riccardo Scarafoni.
- Athena Bezzerides, interpretata da Leven Rambin, doppiata da Barbara De Bortoli.
- Eliot Bezzerides, interpretato da David Morse, doppiato da Luca Biagini.
- Gena Brune, interpretata da Abigail Spencer, doppiata da Francesca Fiorentini.
- Nancy Simpson, interpretata da Lolita Davidovich.
- Kevin Burris, interpretato da James Frain, doppiato da Fabrizio Pucci.
- Steve Mercier, interpretato da Riley Smith.
- Emily, interpretata da Adria Arjona, doppiata da Ughetta d'Onorascenzo.
- Katherine Davis, interpretata da Michael Hyatt.
- Richard Brune, interpretato da Christian Campbell, doppiato da Edoardo Stoppacciaro.
- Andrea, interpretata da Yara Martinez.
- Glenn Ellinger, interpretato da Jon Lindstrom.
- Betty Chessani, interpretata da Emily Rios.
- Stan, interpretato da Ronnie Gene Blevins.
- Osip Agranov, interpretato da Timothy V. Murphy.
- Richard Geldof, interpretato da C. S. Lee.
- Nails, interpretato da Chris Kerson.
- Dr. Irving Pitlor, interpretato da Rick Springfield, doppiato da Stefano Benassi.

### Terza stagione

#### Personaggi principali
- Detective Wayne Hays, interpretato da Mahershala Ali, doppiato da Roberto Draghetti.
- Amelia Reardon, interpretata da Carmen Ejogo, doppiata da Laura Romano.
- Roland West, interpretato da Stephen Dorff, doppiato da Simone D'Andrea.
- Tom Purcell, interpretato da Scoot McNairy, doppiato da Gianfranco Miranda.
- Henry Hays, interpretato da Ray Fisher, doppiato da Emanuele Ruzza.

#### Personaggi secondari
- Jim Dobkins, interpretato da Josh Hopkins, doppiato da Francesco Bulckaen.
- Lucy Purcell, interpretata da Mamie Gummer, doppiata da Anna Cugini.
- Lori, interpretata da Jodi Balfour.
- Henry Hays bambino, interpretato da Lonnie Chavis.
- Freddy Burns, interpretato da Rhys Wakefield.
- Brett Woodard, interpretato da Michael Greyeyes.
- Alan Jones, interpretato da Jon Tenney, doppiato da Massimo De Ambrosis.
- Elisa Montgomery, interpretata da Sarah Gadon, doppiata da Valentina Favazza.
- Margaret, interpretata da Emily Nelson.
- Ryan Peters, interpretato da Brandon Flynn.
- Dan O’Brien, interpretato da Michael Graziadei.
- Morelli, interpretato da Myk Watford, doppiato da Massimo Bitossi.

### Quarta stagione

#### Personaggi principali
- Elizabeth "Liz" Danvers, interpretata da Jodie Foster, doppiata da Laura Boccanera.
Capo della polizia di Ennis che indaga sulla morte di otto uomini in una stazione di ricerca a Ennis in Alaska.
- Evangeline Navarro, interpretata da Kali Reis, doppiata da Alessia Amendola.
Ex detective dell'APF, ora è un agente della polizia statale che si scontra spesso con Liz.
- Rose Aguineau, interpretata da Fiona Shaw, doppiata da Melina Martello.
Donna che vive sola fuori Ennis e afferma di vedere i morti.
- Peter Prior, interpretato da Finn Bennett, doppiato da Manuel Meli.
Agente di polizia e figlio di Hank.
- Leah Danvers, interpretata da Isabella Star LaBlanc, doppiata da Giulia Franceschetti.
Figliastra di Liz.
- Hank Prior, interpretato da John Hawkes, doppiato da Alberto Bognanni.
Capitano della polizia di Ennis e padre di Peter.
- Ted Connelly, interpretato da Christopher Eccleston, doppiato da Pasquale Anselmo.
Capitano della polizia che ha assegnato Liz a Ennis.

#### Personaggi secondari
- Kayla Malee, interpretata da Anna Lambe, doppiata da Martina Felli.
Moglie di Peter.
- Julia Navarro, interpretata da Aka Niviâna, doppiata da Lucrezia Marricchi.
Sorella minore di Evangeline.
- Eddie Qavvik, interpretato da Joel D. Montgrand, doppiato da Francesco De Francesco.
Proprietario di un bar e amante di Evangeline.

## Produzione
La serie, ordinata ufficialmente da HBO nell'aprile del 2012, è stata creata da Nic Pizzolatto. Quest'ultimo è inoltre l'autore di tutti gli episodi della serie.

### Prima stagione
La prima stagione, composta da otto episodi, vede la partecipazione degli acclamati attori cinematografici Matthew McConaughey e Woody Harrelson. Gli episodi sono stati tutti diretti da Cary Fukunaga.

### Seconda stagione
La seconda stagione, sempre composta da otto episodi, ha tre nuovi protagonisti, interpretati dagli attori Colin Farrell, Taylor Kitsch e Rachel McAdams. Gli episodi, a differenza della prima stagione, sono diretti da registi diversi. Il 23 settembre 2014 è stato confermato che l'attore Vince Vaughn ha ottenuto il ruolo di antagonista e che la regia dei primi due episodi della stagione è stata affidata a Justin Lin. La stagione è ambientata nella cittadina immaginaria di Vinci, in California. Vinci è piccola, molto industrializzata e corrotta, gestita in modo familistico da un sindaco circondato da funzionari e poliziotti compiacenti. Come hanno subito notato giornalisti e commentatori, Vinci è ispirata alla città di Vernon, che si trova a meno di dieci chilometri a sud di Los Angeles. Anche se Pizzolatto non l'ha detto esplicitamente, ci sono molti parallelismi e somiglianze tra le due città. 
- Per prima cosa, alcune scene ambientate a Vinci sono state girate a Vernon: all'inizio del primo episodio compare la torre dell'acqua di Vernon, mentre successivamente ne viene mostrata anche la centrale elettrica. Il detective Ray Velcoro, interpretato da Colin Farrell, abita in una piccola casa vicino al municipio di Vinci, che nella realtà si trova in piazza Furlong, non lontano dal municipio di Vernon.
- Anche l'atmosfera è la stessa. Vinci è un posto sperduto, disagiato, dove i ragazzini giocano tra i rifiuti tossici industriali. Vernon, fondata nel 1905, si è sviluppata come una città esclusivamente industriale, con fabbriche, impianti chimici, un mattatoio e altre aziende di produzione e distribuzione. Non ci sono parchi, scuole, biblioteche, cliniche e alimentari, ma solo quattro ristoranti che chiudono alle 16. Vernon dà lavoro a 50.000 persone ma ci vivono soltanto in 114.
- Le somiglianze tra le due città continuano anche per quanto riguarda l'onnipresente corruzione politica e l'omertà. Il potere a Vernon è stato a spartito per decenni da due famiglie[20]: i Malburg e i Malkenhorst. Leonis Malburg, che è il nipote del fondatore della città, è stato sindaco per oltre 30 anni, mentre Bruce Malkenhorst[21] ha ricoperto per 32 anni svariate cariche: city manager, responsabile delle finanze, tesoriere e direttore esecutivo della centrale elettrica di Vernon. Il comune gli pagava uno stipendio di 600.000 dollari all'anno (oltre 540.000 euro), più del doppio di quanto guadagna il sindaco di Los Angeles. Si è dimesso nel 2005 e il suo posto è stato preso dal figlio Bruce Junior.[22]
- Anche l'episodio di True Detective che dà il via alle indagini – l'omicidio di Ben Caspere, city manager di Vinci – è ispirato a un fatto accaduto a Vernon: nel 2012 venne ritrovato nell'acqua della Baia di San Francisco il cadavere di Eric Fresh, amministratore di Vernon.[23] In quello stesso giorno lo stato della California aveva pubblicato un severo resoconto sulla gestione delle finanze della città: i principali funzionari pubblici rubavano fondi gonfiando i loro stipendi. Non è mai stato chiarito se la sua morte sia stata un incidente, un suicidio o un omicidio.[24]

Il regista David Cronenberg, al magazine Indiewire, ha rivelato di aver rifiutato di dirigere l'episodio pilota della seconda stagione di True Detective, nonostante gli fosse stata proposta una cosa interessante. Ai microfoni del noto sito di entertainment, infatti, ha detto: "Le cose più interessanti attualmente si trovano in televisione. L'anno scorso mi hanno chiesto di dirigere il primo episodio della seconda stagione di True Detective, ma io nonostante avessi preso in considerazione la cosa, ho rifiutato perché non mi piaceva lo script. Nel mondo della televisione, infatti, il lavoro è sulle spalle del regista e se non ci sono collaboratori che ti aiutano a dirigere il traffico è difficile gestire la situazione".

### Quarta stagione
Nel marzo 2022 è stato riportato che True Detective: Night Country è in via di sviluppo, con Issa López come sceneggiatrice per l'episodio pilota e Barry Jenkins come produttore esecutivo. Nel maggio seguente è stato comunicato che Jodie Foster avrebbe interpretato la protagonista nella quarta stagione. La stagione è ambientata in Alaska e segue le detective Liz Danvers e Evangeline Navarro indagare sulla scomparsa di sei uomini da una stazione di ricerca. Nel giugno 2022, HBO ha avviato la produzione della stagione e Kali Reis è entrata nel cast nel ruolo di Evangeline Navarro. Nel settembre dello stesso anno John Hawkes, Christopher Eccleston, Fiona Shaw, Finn Bennett e Anna Lambe sono stati scritturati. Ulteriori aggiunte al cast sono state annunciate nell'ottobre, con Aka Niviâna, Isabella Star LaBlanc e Joel D. Montgrand, mentre è stato confermato che la quarta stagione è la prima a non essere scritta da Pizzolatto, che ha assegnato le mansioni di sceneggiatura e produzione a López. L'8 novembre 2022 HBO ha confermato che le riprese sono iniziate. La stagione è stata girata in Islanda con un budget stimato di 60 milioni di dollari. La stagione è trasmessa dal 14 gennaio 2024 su HBO e su Sky Atlantic dal giorno seguente.

### Quinta stagione
Il 22 febbraio 2024 HBO ha rinnovato la serie per una quinta stagione.

## Colonna sonora
Le musiche della serie sono composte da T Bone Burnett. Il brano della sigla iniziale della prima stagione è Far From Any Road del gruppo The Handsome Family. Nella seconda stagione, invece, la sigla d'inizio è accompagnata da Nevermind di Leonard Cohen, contenuta nell'album Popular Problems. Nella terza stagione il brano contenuto nella sigla è Death Letter di Cassandra Wilson. Nella quarta stagione il brano della sigla iniziale è Bury a Friend di Billie Eilish.

## Accoglienza

### Critica
La prima stagione di True Detective ha ricevuto ampi consensi da parte della critica, registrando all'esordio un indice di gradimento dell'85% su Rotten Tomatoes basato su 65 recensioni, con il consenso della critica recitare: «In True Detective, le interpretazioni di Woody Harrelson e Matthew McConaughey attirano lo spettatore, mentre lo stile, la perspicacia e la regia rendono difficile distogliere lo sguardo». Su Metacritic, la prima stagione ha totalizzato un punteggio di 87 su 100 basato su 41 recensioni, indicando "acclamazione universale" (universal acclaim). Per quanto riguarda il successo di pubblico, suscitò molto clamore mediatico la presenza di una scena in cui Alexandra Daddario per la prima volta in carriera si mostrava a seno nudo.
La seconda stagione ha raccolto invece recensioni in gran parte negative e sprezzanti nel corso della sua messa in onda, registrando anche un calo negli ascolti.
La terza stagione ha ricevuto recensioni positive, rispetto all'accoglienza mista della seconda stagione. Su Rotten Tomatoes, la stagione ha una valutazione dell'84% sulla base di 110 recensioni, con una valutazione media di 7,65/10. Il giudizio critico del sito recita: «Guidata dall'ipnotica performance di Mahershala Ali, la terza stagione di True Detective trova una nuova prospettiva esplorando eventi del mondo reale, anche se perde alcune delle intriganti stranezze lungo il percorso». Su Metacritic, la stagione ha un punteggio di 72 su 100, basato su 35 critici, indicando recensioni «generalmente favorevoli».
La quarta stagione ha ricevuto il plauso della critica. Rotten Tomatoes riporta il 93% delle recensioni professionali positive, con un voto medio di 8,50 su 10 basato su 181 critiche. Il consenso critico del sito web indica: «Spaventosamente ricca di atmosfera e condotta dalle eccezionali interpretazioni di Jodie Foster e Kali Reis, Night Country è una versione nuova e gelida sui temi esistenziali di True Detective.» Metacritic, invece, ha assegnato un punteggio di 81 su 100 basato su 45 recensioni, indicando "plauso universale".

## Riconoscimenti

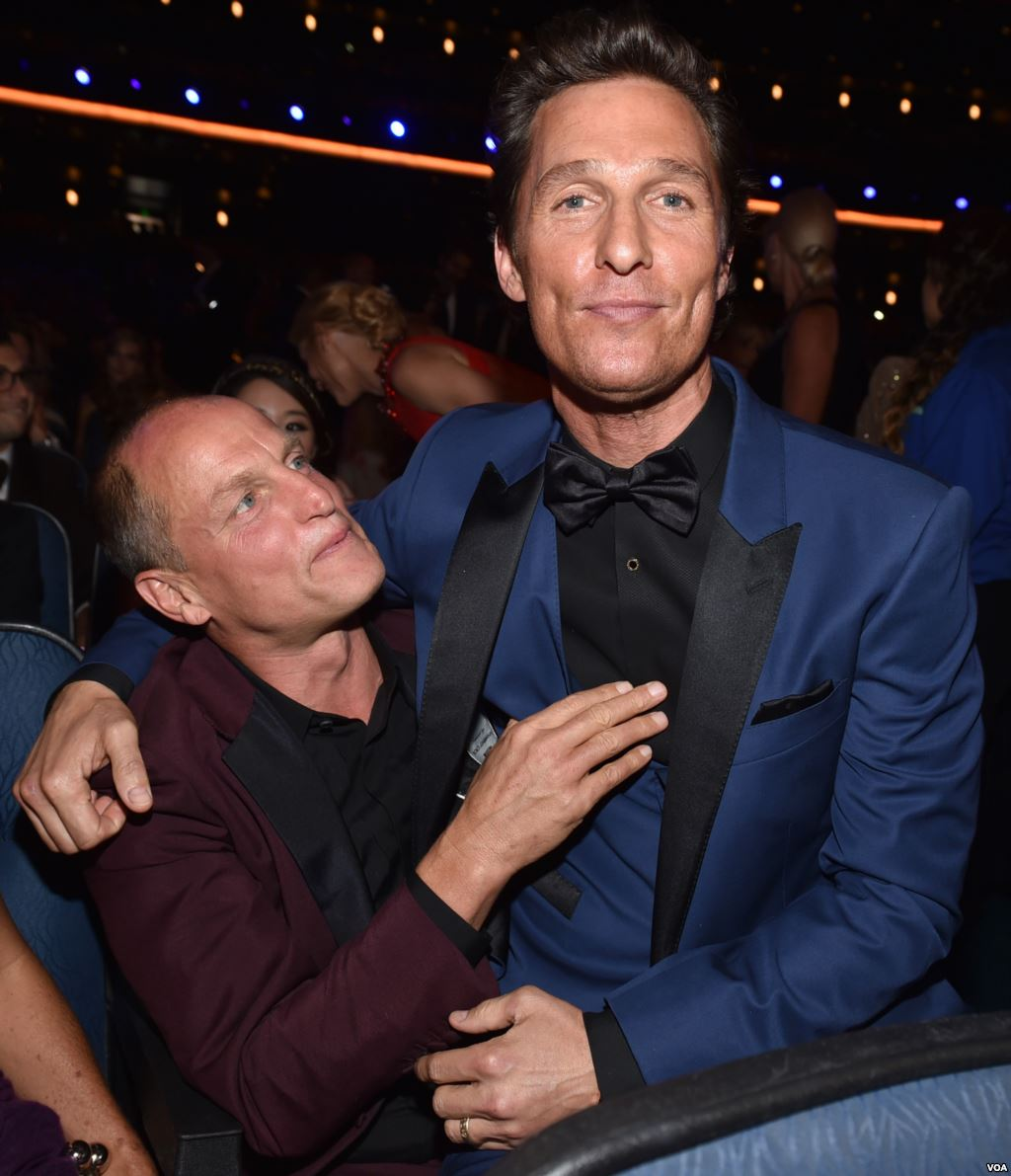
Woody Harrelson e Matthew McConaughey ai Premi Emmy 2014.

### Prima stagione
- 2014 - Television Critics Association Awards
  - Miglior attore drammatico a Matthew McConaughey
  - Miglior nuova serie televisiva
  - Candidatura al migliore film, miniserie TV o speciale TV
  - Candidatura al miglior programma dell'anno
- 2014 - SXSW Film Festival
  - Migliore sigla a Patric Clair (Audience Award)
  - Migliore sigla a Patric Clair (SXSW Film Design Award)
- 2014 - Critics' Choice Television Award
  - Miglior attore in una serie televisiva drammatica a Matthew McConaughey
  - Candidatura alla migliore serie televisiva drammatica
- 2014 - Premi Emmy
  - Miglior regia per una serie televisiva drammatica a Cary Joji Fukunaga
  - Miglior casting per una serie drammatica a Alexa L. Fogel, Christine Kromer e Meagan Lewis
  - Miglior fotografia per una serie single-camera a Adam Arkapaw per l'episodio Capitolo quattro: Cani sciolti
  - Miglior design di una sigla a Patrick Clair, Raoul Marks e Jennifer Sofio Hall
  - Miglior trucco per una serie single-camera (non prostetico) a Felicity Bowring, Wendy Bell, Ann Pala, Kim Perrodin e Linda Dowds
  - Candidatura alla miglior serie televisiva drammatica
  - Candidatura al miglior attore protagonista in una serie televisiva drammatica a Matthew McConaughey
  - Candidatura al miglior attore protagonista in una serie televisiva drammatica a Woody Harrelson
  - Candidatura alla miglior sceneggiatura per una serie televisiva drammatica a Nic Pizzolatto
  - Candidatura alla miglior composizione musicale per una serie televisiva a T Bone Burnett per l'episodio Capitolo otto: Carcosa
  - Candidatura alla miglior direzione artistica per una serie contemporanea o fantasy single-camera a Alex DiGerlando, Mara LePere-Schloop, Tim Beach e Cynthia Slagter per gli episodi Capitolo otto: Carcosa, Capitolo tre: La stanza sbarrata e Capitolo due: Visioni
  - Candidatura al miglior montaggio video per una serie single-camera a Affonso Goncalves per l'episodio Capitolo quattro: Cani sciolti
- 2015 - Golden Globe
  - Candidatura alla miglior mini-serie o film per la televisione
  - Candidatura al miglior attore in una mini-serie o film per la televisione a Matthew McConaughey
  - Candidatura al miglior attore in una mini-serie o film per la televisione a Woody Harrelson
  - Candidatura al migliore attrice non protagonista in una serie, mini-serie o film per la televisione a Michelle Monaghan
- 2015 - British Academy Television Awards
  - Miglior serie internazionale
- 2015 - Screen Actors Guild Award
  - Candidatura al miglior attore in una serie televisiva drammatica a Matthew McConaughey
  - Candidatura al miglior attore in una serie televisiva drammatica a Woody Harrelson
- 2015 - Satellite Awards
  - Candidatura alla miglior serie drammatica
  - Candidatura al miglior attore in una serie drammatica a Woody Harrelson
  - Candidatura al migliore attrice non protagonista in una serie, mini-serie o film per la televisione a Michelle Monaghan
- 2015 - Writers Guild of America Awards
  - Miglior serie drammatica
  - Miglior nuova serie
- 2015 - Art Directors Guild Awards
  - Migliori scenografie per una serie televisiva contemporanea a Alex DiGerlando
- 2015 - ACE Eddie Awards
  - Miglior montaggio per una miniserie televisiva per una televisione non commerciale per Capitolo quattro: Cani sciolti a Affonso Gonçalves

### Seconda stagione
- 2016 - Premio Emmy
  - Candidatura al miglior missaggio audio per una miniserie o film a Daniel J. Leahy, Steve Pederson, Geoffrey Patterson, Ron Bedrosian
- 2016 - Critics' Choice Television Award
  - Candidatura alla miglior attrice in una mini-serie o film per la televisione a Rachel McAdams

### Quarta stagione
- 2024 – Television Critics Association Award[52]
  - Candidatura alla miglior serie drammatica
  - Candidatura al miglior risultato individuale in una serie drammatica a Jodie Foster
- 2024 – Astra TV Awards[53]
  - Candidatura alla miglior miniserie o film TV
  - Candidatura alla miglior attrice in una miniserie o film TV a Jodie Foster
  - Candidatura al miglior attore non protagonista in una miniserie o film TV a Christopher Eccleston e Finn Bennett
  - Candidatura alla miglior attrice non protagonista in una miniserie o film TV a Kali Reis
  - Candidatura alla miglior regia in una miniserie o film TV a Issa López
  - Candidatura alla miglior sceneggiatura in una miniserie o film TV a Issa López
- 2024 – Premio Emmy[54][55]
  - Miglior attrice in una miniserie o serie antologica Jodie Foster
  - Candidatura alla miglior miniserie o serie antologica
  - Candidatura alla miglior attrice non protagonista in una miniserie o serie antologica a Kali Reis
  - Candidatura al miglior attore non protagonista in una miniserie o serie antologica a John Hawkes
  - Candidatura alla miglior scenografia per una serie di narrativa contemporanea (un'ora o più)
  - Candidatura al miglior casting per una miniserie, serie antologica o film
  - Candidatura alla miglior fotografia per una miniserie, serie antologica o film
  - Candidatura ai migliori costumi contemporanei per una miniserie, serie antologica o film
  - Candidatura alla miglior regia per una miniserie, serie antologica o film
  - Candidatura alla miglior sceneggiatura per una miniserie, serie antologica o film a Issa López per l'episodio Episodio 6
  - Candidatura al miglior montaggio dell'immagine per una serie miniserie, serie antologica o film per gli episodi Episodio 4 e Episodio 6
  - Candidatura al miglior trucco per una serie contemporanea (non prostetico) per l'episodio Episodio 5
  - Candidatura al miglior trucco prostetico per l'episodio Episodio 3
  - Candidatura alla miglior brano musicale originale e testo a No Use per l'episodio Episodio 5
  - Candidatura alla miglior supervisione musicale per l'episodio Episodio 4
  - Candidatura al miglior montaggio sonoro per una miniserie, serie antologica o film per l'episodio Episodio 6
  - Candidatura al miglior missaggio sonoro per una miniserie, serie antologica o film per l'episodio Episodio 6
  - Candidatura ai migliori effetti speciali in un singolo episodio per Episodio 1
- 2025 – Critics' Choice Awards[56]
  - Candidatura alla miglior miniserie televisiva
  - Candidatura alla miglior attrice protagonista in una miniserie o film TV a Jodie Foster
  - Candidatura alla miglior attrice non protagonista in una miniserie o film TV a Kali Reis
- 2025 – Golden Globe[57][58]
  - Miglior attrice in una miniserie, serie antologica o film TV a Jodie Foster
  - Candidatura alla miglior miniserie, serie antologica o film TV
  - Candidatura alla miglior attrice non protagonista a Kali Reis
- 2025 – Saturn Award[59]
  - Candidatura alla miglior serie televisiva d'azione/thriller
  - Candidatura alla miglior attrice in una serie televisiva a Jodie Foster

## Edizioni in DVD e Blu-ray Disc
| Stagione completa | Date di uscita | Date di uscita     | Date di uscita          | Date di uscita |
| Stagione completa | Regione 1      | Regione 2 (Italia) | Regione 2 (Regno Unito) | Regione 4      |
| ----------------- | -------------- | ------------------ | ----------------------- | -------------- |
| 1ª                | 10 giugno 2014 | 7 ottobre 2015     | 9 giugno 2014           | 25 giugno 2014 |

### Libri
- (EN) AA.VV., True Detection, Schism, agosto 2014,  p. 272, ISBN 978-0692277379.
- Tommaso Ariemma, La filosofia spiegata con le serie tv, Mondadori, giugno 2017,  p. 140, ISBN 9788804680505.
- (EN) Jacob Graham e Tom Sparrow, True Detective and Philosophy: A Deeper Kind of Darkness, Blackwell Pub, novembre 2017,  p. 209, ISBN 978-1119280781.
- (EN) Melissa Milazzo, Time is a Flat Circle: Examining True Detective, Season One, Sequart Research & Literacy Organization, gennaio 2019,  p. 193, ISBN 978-1940589206.
- Antonio Lucci, True Detective. Una filosofia al negativo, Il Nuovo Melangolo, maggio 2019,  p. 140, ISBN 9788869831836.

### Ebook
- Luca Marchetti, True Detective. Viaggi al termine della notte, goWare, ottobre 2014.
- Giacomo Calzoni, True Detective. Vivere e morire a Los Angeles, goWare, febbraio 2016.